# باستيان شفاينشتايغر
باستيان شفاينشتايغر (بالألمانية: Bastian Schweinsteiger) لاعب كرة قدم ألماني سابق من مواليد 1 أغسطس 1984 في كولبرمور في ألمانيا، يلعب في مركز لاعب وسط. فاز مع ناديه السابق بايرن ميونخ بعده بطولات أبرزها دوري أبطال أوروبا عام 2013 كما حقق لقب كأس العالم مع المنتخب الألماني عام 2014 في البرازيل.
انتقل إلى مانشستر يونايتد في يوليو 2015، ثم انتقل في عام 2017 للعب في الدوري الأمريكي ضمن صفوف نادي شيكاغو فاير الأمريكي.

## مسيرته

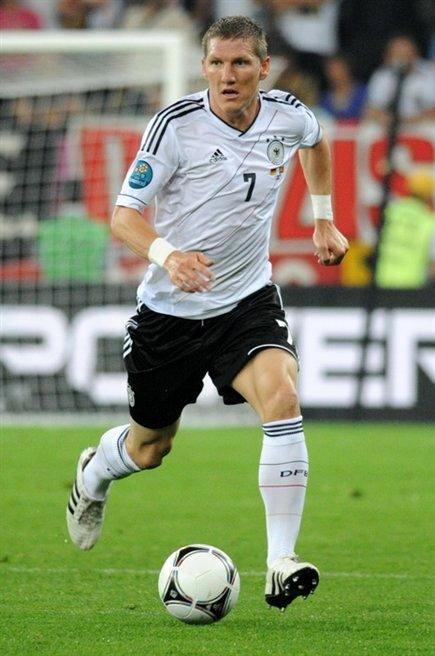
باستيان شفاينشتايغر مع منتخب ألمانيا في يورو 2012

### مع الأندية

#### بايرن ميونخ
انضم شفاينشتايجر إلى صفوف بايرن ميونيخ عندما كان في الرابعة عشرة من عمره.وقد خاض أول مباراة رسمية له في نوفمبر/تشرين الثاني عام 2002 ليستهل موسمه الأولى في صفوفه، ليصبح أحد اللاعبين المحليين القلائل الذين ترعرعوا في صفوف النادي.

#### مانشستر يونايتد
انتقل شفاينشتايغر من بايرن ميونخ الألماني إلى مانشستر يونايتيد الإنجليزي بتاريخ 11 يوليو 2015 في صفقة بلغت قيمتها 20 مليون يورو.

### مع المنتخب
بدأ باللعب مع منتخب ألمانيا لكرة القدم في سنة 2004 حيث أصبح أحد أهم العناصر في خطط مدرب المنتخب الألماني آنذاك رودي فولر ثم في عهد يورغن كلينسمان حيث اعتمد عليه أثناء مونديال 2006 في ألمانيا اعتماداً كبيراً وشكّل ورقة رابحه خلال مباريات المنتخب الألماني وبرز بشكل لافت في لقاء تحديد المركز الثالث مع البرتغال وسجل ثلاثة أهداف هاتريك في تلك المباراة ثم كرر الإنجاز عندما ساهم بوصول منتخب بلاده ألمانيا إلى المباراة النهائية ليورو 2008 في سويسرا والنمسا تحت قيادة المدرب يواخيم لوف حيث سجل هدفاً امام البرتغال بالذات وهدفاً آخر امام تركيا في نصف النهائي.
ويتمتع بخبرة كبيرة جراء خوضه أكثر من 120 مباراة دولية. في 31 أغسطس 2016، اعتزل اللعب الدولي مع المنتخب في مباراة ودية مع المنتخب الفنلندي.

## الإنجازات

### بايرن ميونخ

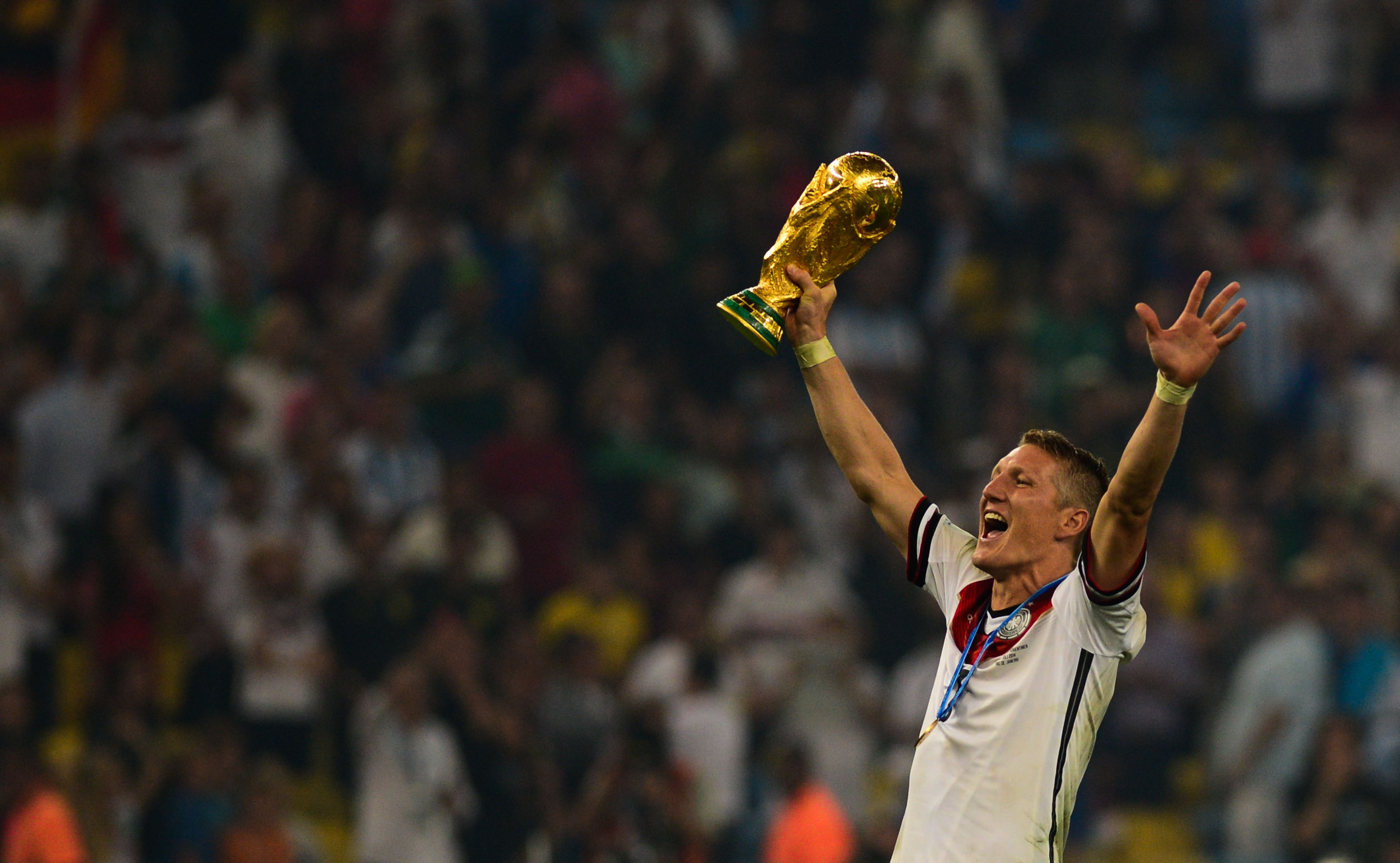
باستيان يحمل كأس العالم الذي فاز به منتخبه سنة 2014

- الدوري الألماني: (2003، 2005، 2006، 2008، 2010، 2013، 2014، 2015)
- كأس ألمانيا: (2003، 2005، 2006، 2008، 2010، 2013، 2014)
- كأس السوبر الألماني: (2010، 2012)
- كأس العالم للأندية: (2013)
- دوري أبطال أوروبا: (2013)
- كأس السوبر الأوروبي: (2013)
- كأس الدوري الألماني: (2004، 2007)

### منتخب ألمانيا
كأس العالم:
وقد حقق شفاينشتايغر كأس العالم مع منتخبه في البرازيل سنة 2014

## وصلات خارجية
- باستيان شفاينشتايغر على موقع IMDb (الإنجليزية)
- باستيان شفاينشتايغر على موقع قاعدة بيانات الفيلم (الإنجليزية)
- باستيان شفاينشتايغر على موقع الاتحاد الدولي (مؤرشف)  (الإنجليزية)
- باستيان شفاينشتايغر على موقع الاتحاد الأوربي (الإنجليزية)
- باستيان شفاينشتايغر على موقع الدوري الأمريكي (الإنجليزية)
- باستيان شفاينشتايغر على موقع قاعدة بيانات كرة القدم.إي يو (الإنجليزية)
- باستيان شفاينشتايغر على موقع بيانات كرة القدم. دي إي (الألمانية)
- باستيان شفاينشتايغر على موقع ليكيب (الفرنسية)
- باستيان شفاينشتايغر على موقع ناشيونال فوتبول تيمز (الإنجليزية)
- باستيان شفاينشتايغر على موقع Soccerbase.com (لاعب) (الإنجليزية)
- باستيان شفاينشتايغر على موقع Soccerway.com (الإنجليزية)
- باستيان شفاينشتايغر على موقع عالم كرة القدم.نت (الإنجليزية)

- (بالألمانية)

```
موقع اللاعب الرسمي
```

- موقع الفيفا الرسمي